# Бразилия на зимних Олимпийских играх 2010
Бразилия на зимних Олимпийских играх 2010 была представлена 5 спортсменами в одном виде спорта.

## Результаты соревнований

### Лыжные виды спорта

#### Горнолыжный спорт
Мужчины
| Соревнование      | Спортсмены     | 1 спуск | 2 спуск | Всего   | Место |
| ----------------- | -------------- | ------- | ------- | ------- | ----- |
| Гигантский слалом | Джонатан Лонги | 1:24,76 | 1:29,27 | 2:54,03 | 56    |
| Слалом            | Джонатан Лонги | DNF     | —       | —       | —     |

Женщины
| Соревнование      | Спортсмены   | 1 спуск | 2 спуск | Всего   | Место |
| ----------------- | ------------ | ------- | ------- | ------- | ----- |
| Гигантский слалом | Мая Харрисон | DNF     | —       | —       | —     |
| Слалом            | Мая Харрисон | 1:01,18 | 1:00,49 | 2:01,67 | 48    |

#### Лыжные гонки
Мужчины
Дистанция
| Соревнование           | Спортсмен      | Результат | Место |
| ---------------------- | -------------- | --------- | ----- |
| 15 км свободным стилем | Леандро Рибела | 43:36,2   | 90    |

Женщины
Дистанция
| Соревнование         | Спортсмены   | Результат | Место |
| -------------------- | ------------ | --------- | ----- |
| Индивидуальная гонка | Жаклин Моран | 30:22,2   | 66    |

#### Сноуборд
Бордеркросс
| Соревнование | Спортсмены            | Квалификация | Квалификация | Четвертьфинал | Полуфинал | Финал     | Место |
| Соревнование | Спортсмены            | Результат    | Место        | Четвертьфинал | Полуфинал | Финал     | Место |
| ------------ | --------------------- | ------------ | ------------ | ------------- | --------- | --------- | ----- |
| Женщины      | Изабель Кларк Рибейро | 1:41,1       | 19           | не прошла     | не прошла | не прошла | 19    |